# Zirkalloy
Mit Zirkalloy, auch Zirkaloy, Zircalloy oder Zircaloy, werden Metall-Legierungen, die zu mehr als 90 % aus Zirconium bestehen, bezeichnet. Zirconium hat wegen seiner Korrosionsbeständigkeit große Bedeutung im chemischen Apparatebau (Düsen, Pumpenteile, Rohre oder Ventile). Weiterhin enthält die Legierung geringe Mengen von Zinn (ca. 1,5 %) und meist weiteren Metallen wie Eisen, Chrom, Nickel oder Niob.
Wegen seines geringen Einfangquerschnitts für thermische Neutronen, d. h. seiner hohen Neutronen-Durchlässigkeit (die Neutronenabsorption ist im Vergleich zu Stahl um den Faktor 30 geringer), und anderer günstiger Eigenschaften wird Zirkalloy für die Hüllrohre der Brennstäbe von wassergekühlten Kernreaktoren verwendet. Bei seiner Herstellung ist auf die möglichst vollständige Entfernung des im Roherz enthaltenen Hafniums zu achten, da dieses ein starker Neutronenabsorber ist. Hafnium ist Koppelprodukt der Zircalloy-Fertigung und sein Preis ist stark von der Nachfrage nach Zircalloy abhängig, da die Trennung von Zirconium und Hafnium für andere Zwecke nicht lohnt. Eben gerade aufgrund seiner Eigenschaft als Neutronengift findet Hafnium teilweise in Steuerstäben Verwendung.
Um möglichst gute Wärmeleitung im Spalt zwischen dem Hüllrohr und dem Kernbrennstoff zu erzielen, wird das Gas Helium dort hinein verpresst.
Im Kernreaktor erleiden auch Zirkalloyoberflächen unvermeidlich Korrosion. Die Dicke der sich bildenden Oxidschicht nimmt im Laufe der Zeit stetig zu, abhängig von der Beschaffenheit des Materials, der Hüllrohrtemperatur und der chemischen Zusammensetzung des umgebenden Kühlwassers.